# 수메르 왕명표

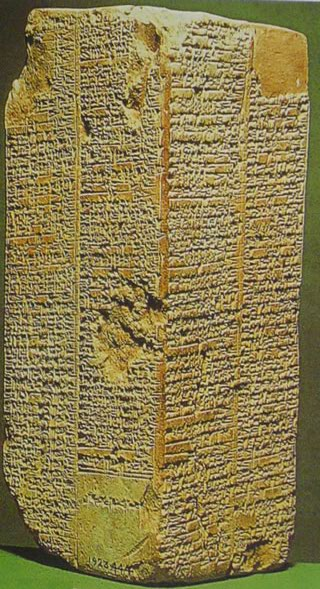

수메르 왕명표는 수메르의 도시, 왕, 통치 기간을 나열한 고대 수메르어 문서들이다.
대략 기원전 2000년 전후에 남부 메소포타미아의 다양한 도시 국가와 왕국의 권력에 대한 주장을 합법화하기 위해 만들어지고 수정되었을 가능성이 높다고 여겨진다. 특히 목록 앞부분은 통치 기간이 수백, 수천년이 넘는다는 점에서 역사성이 의심된다. 다양한 출처에서 나왔으며 모두 점토판에 수메르어로 기록되어 있다. 대부분 고대 바빌로니아 시대로 거슬러 올라가며 유일한 예외는 문서가 우르 제3왕조의 두번째 왕인 슐기의 치세에 복사되었다고 언급하는 점토판이다.

## 초기 왕조
- 알룰림: 에리두그, 8사르 (28800년)
- 알랄가르: 에리두그, 10사르 (36000년)
- 엔멘루아나: 바드-티비라, 12사르 (43200년))
- 엔멘갈아나: 바드-티비라, 8사르 (28800년)
- 양치기 두무지드: 바드-티비라, 10사르 (36000년)
- 엔-시파드-지드-아나: 라라그, 8사르 (28800년)
- 엔-멘-두르-아나: 짐비르, 5사르 5네르 (21000년))
- 우바라-투투: 슈루팍, 5사르 1네르 (18600년)

이후 대홍수가 일어났다.

## 키시제1왕조
- 주슈르: 1200년
- 쿨라시나벨: 960년
- 난기실리시마: 670년
- 엔-타라-아나: 420년
- 바붐: 300년
- 푸안눔: 840년
- 칼리붐: 960년
- 칼루뭄: 840년
- 주카킵: 900년
- 아탑: 600년
- 마시다: 840년
- 아르위움: 720년
- 에타나: 1500년
- 발리흐: 400년
- 엔-메-누나: 660년
- 멜렘-키시: 900년
- 바르살-누나: 1200년
- 자무그: 140년
- 티즈카르: 305년
- 일쿠: 900년
- 일타사둠: 1200년
- 엔메바라게시: 900년 (약 2600 BC)
- 아가: 625년

## 우루크1왕조
- 에-안나의 메쉬-기-앙-가셰르: 우투의 아들, 324년
- 엔메르카르: 420년
- 루갈반다: 1200년
- 어부 두무지드: 100년
- 길가메시: 126년
- 우르눈갈: 30년
- 우둘칼라마: 15년
- 라바슘: 9년
- 엔-눈-타라-아나: 8년
- 메시-헤: 36년
- 멜렘-아나: 6년
- 루갈-키툰: 36년

## 우르 제1왕조
- 메시-아네-파다: 80년
- 메시키앙눈: 36년
- 엘룰루: 25년
- 발룰루: 36년

## 아완 왕조
- 아완의 3왕 (356년)

## 키시 제2왕조
- 수수다: 201년
- 다다시그: 81년
- 마마갈: 360년
- 칼붐: 195년
- 투게: 360년
- 멘-누나: 180년
- 엔비-이쉬타르: 290년
- 루갈구: 360년

## 하마지 왕조
- 하다니시: 360년

## 우루크 제2왕조
- 엔-샤그-쿠시-아나: 60년
- 루갈-키니셰-두두 (루갈-우레): 120년
- 아르간데아: 7년

## 우르 제2왕조
- 난니: 120년
- 메쉬-키-앙-난나 2세: 48년

## 아답왕조
- 루갈-아네-문두: 90년

## 마리왕조
- 안부: 30년
- 안바: 17년
- 바지: 30년
- 지지: 20년
- 리메르: "구두그 제사장", 30년
- 샤룸-이테르: 9년

## 키시 제3왕조
쿠그-바우 (쿠바바): 100년 (24세기 BC)

## 악샤크
- 운지: 30년
- 운달룰루: 6년
- 우루르: 6년
- 푸주르-니라: 20년
- 이슈-일: 24년
- 슈-신: 7년

## 키시 제4왕조
- 푸주르-신: 25년 (약 2350 BC)
- 우르-자바바: 400 (6?) 년
- 지무다르: 30년
- 우시-와타르: 7년
- 에시타르-무티: 11년
- 이시메-샤마시: 11년
- 슈-일리슈: 15년
- 난니야: 7년

## 우루크 제3왕조
- 루갈-자게-시: 25년 (2259 BC–2235 BC)

## 아카드 제국
- 사르곤: 40년 (2270–2215 BC)
- 리무쉬: 사르곤의 아들, 9년
- 만-이쉬티슈: 리무쉬의 형, 사르곤의 아들, 15년
- 나람-신, 만-이쉬티슈의 아들, 56년
- 샤르-칼리-샤리, 나람-신의 아들, 24년
- 이르기기, 이미, 나눔, 일룰루: 4년
- 두두: 21년
- 슈-두룰: 두두의 아들, 15년

## 우루크 제4왕조
- 우르-니긴: 7년
- 우르-기기르: 6년
- 쿠다: 6년
- 푸주르-일리: 5년
- 우르-우투 (루갈-멜렘): 25년

## 구티왕조
- 인키슈쉬: 6년
- 자를라갑 (사를라갑): 6년
- 슐메 (야를라가쉬): 6년
- 엘룰메쉬 (실룰룰메쉬, 실룰루): 6년
- 이니마바케쉬 (두가): 5년
- 이게샤우쉬 (일루-안): 6년
- 야를라갑: 3년
- 이바테: 3년
- 야를라: 3년
- 쿠룸: 1년
- 아필-킨: 3년
- 라-에라붐: 2년
- 이라룸: 2년
- 이브라눔: 1년
- 하블룸: 2년
- 푸주르-신: 7년
- 야를라간다: 7년
- ? (시움?): 7년
- 티리간: 40일

## 우루크 제5왕조
- 우투-헤갈: 통치 기간 불명확 (427년 / 26년/ 7년)

## 우르 제3왕조
- 우르-남무: 18년 (기원전 2047–2030)
- 슐기: 48년 (기원전 2029–1982)
- 아마르신: 9년
- 슈신: 9년
- 입비신: 24년

## 이신 왕조
- 이쉬비-에라: 33년 (약 1953–1920 BC)
- 슈-일리슈: 20년
- 이딘-다간: 20년
- 이쉬메-다간: 20년
- 리피트-이쉬타르: 11년
- 우르-닌우르타: 이쉬쿠르의 아들, 28년
- 부르-신: 5년
- 리피트-엔릴: 5년
- 에라-이미티: 8년
- 엔릴-바니: 24년
- 잠비야: 3년
- 에테르-피샤: 4년
- 우르-두-쿠가: 4년
- 신-마기르: 11년
- 다믹-일리슈: 23년

## 같이 보기
- 근동의 고대사 연대학